# Kuskus
Kuskus (pri Berberih suksu in pri Arabcih Kusksii ﻜﺴﻛﺴﻲ) je specialiteta Berberov in ena od glavnih jedi v Severni Afriki. 
Je testenina, ki se izdeluje iz trde pšenice. Včasih se je izdeloval iz prosa (pogosto se še danes). V več evropskih državah s številnim arabskim prebivalstvom (predvsem v Franciji) se je kuskus priljubil tudi med domačim prebivalstvom.
V zapletenem industrijskem postopku se danes izdeluje instantni kuskus in tak (kuhan in ponovno posušen) prihaja v trgovine. Priprava v kuhinji zahteva le nekaj minut. Potrebno je zavreti slano vodo, odstaviti lonec z grelca in v vodo vsuti kuskus. Počakati je treba približno 3 minute, dodati malo olivnega olja ali masla in še malo povreti ter z vilicami zrahljati.
Poleg kuskusa se je meso, ribe in zelenjavo. V obalnih področjih Afrike jedo poleg kuskusa predvsem ribe, v notranjosti pa jagnjetino in kamelje meso. Obvezen dodatek h kuskusu je začimba harisa. 
Svojo rumeno barvo dobi kuskus v Tuniziji od kuhanih bučk, v Alžiriji pa rumeno od žafrana.